# بروس تايلور (شاعر)
بروس تايلور هو شاعر كندي، ولد في 1960.